# Sauroposeidon
Sauroposeidon ("jordbävningsödleguden") är ett relativt nyupptäckt släkte dinosaurier inom huvudordningen Sauropoder som beskrevs vetenskapligt 1999. Sauroposeidon tillhörde familjen Brachiosaurider och var således nära släkt med till exempel Brachiosaurus, Giraffatitan (som dock redan var utdöda när Sauroposeidon levde), Dinodocus och Pelarosaurus. Den levde i västra Nordamerika under mellersta kritaperioden för drygt 100 miljoner år sedan.
Sauroposeidon rapporterades när den beskrevs 1999 vara den största dinosaurie man någonsin hittat, ännu större än Argentinosaurus. Dinosaurien är dock bara känd genom ett antal enorma halskotor och det anses nu ytterst tveksamt om den var lika stor som Argentinosaurus eller lika tung som sin släkting Brachiosaurus. Sauroposeidons nackkotor verkar nämligen vara mer "gracila" än till exempel Brachiosaurus nackkotor, vilket indikerar att den var lättare byggd. Denna dinosaurie beräknas ha haft huvudet 18 meter över marken (högre än någon annan känd dinosaurie) och hela djuret minst 30 meter långt. Beräknad vikt är cirka 60 ton. Att Sauroposeidon var så enormt hög berodde på att den liksom andra Brachiosaurider hade längre framben än bakben.
Sauroposeidon var som alla andra Sauropoder en fyrbent växtätare med jättelik kropp, pelarlika ben och hade den för sauropoderna karakteristiska långa halsen som hos Saroposeidon beräknas ha varit ca 12 meter lång, det är en av de längsta halsar vetenskapen känner till. Däremot var svansen liksom hos andra brachiosaurider kortare än hos diplodociderna (en annan Sauropodfamilj). De långa frambenen gjorde att Sauroposeidon och andra brachiosaurider påminde om jättelika giraffer. Troligen kunde inte Sauroposeidon resa sig på bakbenen, däremot finns det inget som talar mot att den "inte" var ett flockdjur som andra sauropoder.
Brachiosauriderna hade näsborren placerad högt upp på hjässan. Tidigare ansågs detta vara ett bevis på att djuren var vattenlevande, man antog att de helt enkelt var för stora för att överleva på land. Detta avvisas helt av dagens forskare som är säkra på att alla sauropoder var landdjur. Vattentrycket skulle ha krossat lungorna på de största brachiosauriderna om de var nästan helt täckta av vatten.
Av allt att döma var Sauroposidon som andra Sauropoder ett flockdjur som trivdes bäst på stora slätter med sjöar och mycket vegetation. Man beräknar att de största brachiosauriderna som fullvuxna åt närmare ett ton mat om dagen.